# Esquerra Independentista
|  | Aquest article tracta sobre el moviment polític revolucionari. Vegeu-ne altres significats a «Esquerra Independentista (ERC)». |

L'Esquerra Independentista (EI) és un moviment polític que, des de finals de la dècada del 1960, propugna la construcció d'uns Països Catalans independents i socialistes als quals s'afegí posterior i explícitament la reivindicació feminista. Començà a gestar-se l'estiu de 1968, tot i que no fou fins al març de l'any següent que es fundà formalment amb la formació del Partit Socialista d'Alliberament Nacional (PSAN), organització resultant de l'escissió del sector més esquerrà del Front Nacional de Catalunya (FNC).
Malgrat tot, el nom pot arribar a portar a confusió: dir-se d'esquerres i independentista no vincula directament a ser de l'Esquerra Independentista, ja que una part del ventall d'opcions que defensen bé el dret a la sobirania de la nació o bé les postures d'emancipació social no necessàriament pertanyen a l'Esquerra Independentista, comparteixen el projecte polític d'emancipació de la classe treballadora de caràcter socialista o l'alliberament de tot el territori, els Països Catalans.
L'Esquerra Independentista reivindica les diades nacionals del 25 d'abril com a Diada del País Valencià, l'11 de setembre com a Diada del Principat de Catalunya, el 7 de novembre com a diada de la Catalunya Nord i el 31 de desembre com a Diada de Mallorca. També són diades reivindicatives el 8 de març com a Dia de la Dona Treballadora, el 9 d'octubre en commemoració de l'entrada de Jaume I a València, l'1 de maig com a Dia del Treball, el 28 de juny com a Dia per l'Alliberament Sexual i el 25 de novembre com a Dia Contra la Violència de gènere.

## Ideari
L'Esquerra Independentista es caracteritza pel seu rebuig a l'ordenament jurídic i polític dels estats espanyol i francès i, per tant, l'enfrontament amb aquests estats i les seves institucions, i pel seu rebuig a les posicions autonomistes que ajornen o condicionen l'assoliment complet de la independència.

## Símbols

L'estelada roja, símbol del socialisme dels Països Catalans, establert l'any 1969 pel PSAN.

El símbol més característic de l'Esquerra Independentista és la senyera estelada amb l'estel roig i el triangle groc. L'origen d'aquesta ensenya rau l'any 1969 quan els militants del PSAN modificaren la bandera estelada del FNC i incorporaren l'estel roig. El triangle va ser en un principi blanc, malgrat que amb el temps es va decidir canviar per un de groc.
L'estelada roja neix amb la voluntat de representar la lluita per l'alliberament nacional dels Països Catalans i per l'alliberament social, en una sola bandera d'acord amb la tesi que ambdues lluites són les dues cares d'una mateixa moneda. S'incorpora l'estel roig simbolitzant la lluita socialista a la bandera estelada.
D'ençà de la seva creació l'estelada roja ha estat sempre utilitzada per totes les organitzacions de l'Esquerra Independentista, en tant que representa l'emancipació social dels Països Catalans. Un altre símbol utilitzat per les organitzacions que formen part del moviment, és la bandera roja, bandera que històricament ha representat les lluites de la classe obrera. Malgrat que l'ús d'aquesta bandera està generalitzat, normalment no es fa servir la falç i el martell, i es presenta un drap roig nu.
En els últims anys, com que l'EI ha adoptat la lluita antipatriarcal o la lluita per l'alliberament i igualtat de gènere, és freqüent veure banderes de color lila a les seves manifestacions.

## Història

### Precedents
El Front Nacional de Catalunya (FNC) fou un front patriòtic, transversal que lluitava per la llibertat de Catalunya durant la postguerra i tot el franquisme. Va ser fundat a l'abril del 1940 a París per independentistes catalans a l'exili.
A partir del 1960 els plantejaments d'esquerres es van anar introduint amb força dins del FNC, i el sector més jove del partit es decantà a poc a poc pel marxisme, molts d'ells ingressaren a Comissions Obreres i al Sindicat Democràtic d'Estudiants de la Universitat de Barcelona. El gener de 1967 el Consell Executiu intentà reimpulsar la política unitària de l'oposició antifranquista sense excepcions, i proposa accions reivindicatives de caràcter no violent. El juny de 1968 mantindria contactes amb el Partit Socialista Valencià, però alhora el sector més immobilista va expulsar el sector més jove del partit, que havien presentat un document on proposaven una nova estratègia basada a unir la lluita nacional i la lluita social en l'àmbit dels Països Catalans.
Tanmateix, mentre que l'FNC fou partidari d'una política de pactes i assolir poder en institucions democràtiques, el sector escindit es decantà per una política socialista i independentista de base popular. El març de 1969 els joves escindits el 1968 (Joaquim Ferrer, Carles Castellanos i Joan Josep Armet) formarien un nou partit, el Partit Socialista d'Alliberament Nacional (PSAN).

### Fundació de l'EI: l'aparició del PSAN
El PSAN fou el resultat de la reflexió feta des del sector juvenil de l'FNC que el portà a defensar el marc nacional complet com a àmbit d'actuació, i a integrar l'independentisme català en la teoria i la pràctica marxista. Això s'expressa en la fusió de la lluita contra l'explotació de classe i contra l'opressió nacional. Tot i la primera Declaració de Principis (1969), el PSAN no es va proclamar com a partit comunista (marxista-leninista) fins al 1976. El PSAN recollia també la decepció d'alguns comunistes davant el caràcter repressiu de l'estalinisme i la resposta eurocomunista que es donava des de l'hegemònic Partit Comunista d'Espanya-Partit Socialista Unificat de Catalunya. Com que el PSAN provenia d'una escissió de l'FNC amb implantació únicament al Principat aquest no va implantar-se al País Valencià fins al 1974 amb gent provinent de Nova Germania.

### Divisions del PSAN
El 1974 el partit va patir una primera escissió arran de la qual es formaria el PSAN-provisional, que anys després donaria lloc a Independentistes dels Països Catalans (IPC). Aquest sector del PSAN s'apartà de les instàncies unitàries de l'antifranquisme i insistí en la necessitat d'organitzacions pròpies per l'independentisme. El PSAN-oficial, tot amb tot, continuà la seva política de participació crítica a les instàncies unitàries de l'antifranquisme, fins que cristal·litzà la reforma a l'Estat espanyol (1978). En aquesta etapa va patir dues noves escissions al Principat, una segona el 1977 que formaria el Moviment d'Unificació Marxista i una tercera el 1979 que donaria lloc a Nacionalistes d'Esquerra i que trencaria el moviment en dos de cara a les eleccions al Parlament de Catalunya de 1980. Paral·lelament a aquesta darrera escissió, al País Valencià, el sector «possibilista» es va escindir per integrar-se a l'Agrupament d'Esquerra del País Valencià (AEPV).

### Creació de l'MDT i aparició de Terra Lliure
L'estiu del 1984 neix el Moviment de Defensa de la Terra (MDT) a la VII Trobada Independentista celebrada a l'Alforja amb la participació del PSAN i de les joventuts del FNC però no la d'IPC, molt afeblit en aquells moments tot i que posteriorment s'incorporaria a l'organització unitària de l'Esquerra Independentista. Aquell Onze de Setembre ja fou convocat per l'MDT, el qual va comptar amb un comunicat d'adhesió de Terra Lliure.

### Divisió de l'MDT i dissolució de Terra Lliure
El 1987 es produeix la divisió de l'organització de masses unitària de l'EI, l'MDT, en dues parts. Fins a l'any 1989 apareixen dos MDT que utilitzen les mateixes sigles, un que s'havia aliat amb el PSAN per tirar endavant la proposta del Front Patriòtic i l'altre que s'havia aliat amb IPC per tirar endavant la proposta de la Unitat Popular. La divisió va afectar bàsicament al Principat però no va tenir cap repercussió al País Valencià, ja que l'MDT es trobava arrecerat al voltant del PSAN, i no seria fins al 1990 quan l'MDT-IPC es reorganitzaria al País Valencià amb sindicalistes i gent provinent del Partit Comunista dels Valencians. Els enfrontaments entre aquests sectors al Principat arribaren a baralles físiques al Fossar de les Moreres la diada del 1988 entre membres del MDT-PSAN i del MDT-IPC que danyaren profundament l'independentisme.
Amb el temps les dues propostes es veuran reflectides en dues organitzacions que representaves totes dues estratègies, la del Front Patriòtic amb Catalunya Lliure i la de la Unitat Popular amb l'Assemblea d'Unitat Popular. Totes dues es veurien afectades per la dissolució de Terra Lliure i el pas de militants de totes dues organitzacions a Esquerra Republicana de Catalunya (ERC) que debilità la primera i provocà la dissolució de la segona. Terra Lliure va patir (igual que l'MDT) una divisió interna molt semblant. Tal com va succeir a l'MDT, una facció pròxima a les tesis del Front Patriòtic es dissolgué l'any 1992, mentre que la facció pròxima a les tesis de la Unitat Popular es dissoldria quatre anys després. Al final dels anys 1990, tant Catalunya Lliure com l'Assemblea d'Unitat Popular es dissolgueren, en aquest darrer cas després de signar un protocol de col·laboració amb ERC.

### Regeneració de l'EI
A partir d'aquell moment només sobreviuen, organitzativament parlant, dues organitzacions històriques de l'EI, precisament els partits al voltant dels quals es van aplegar els independentistes dels anys 1990: el PSAN i l'MDT-IPC, tot i que aquest darrer va esdevenir alguns anys més «congelat», ambdues amb escassos militants i poca presència pública.
Apareix també a partir d'aquell moment una nova organització vinculada a l'EI, la Plataforma per la Unitat d'Acció, que reagrupa alguns independentistes que provenien tant de les restes de Catalunya Lliure i l'Assemblea d'Unitat Popular, com de sectors joves que no havien viscut en primera persona l'etapa de divisió de l'MDT de finals de la dècada del 1980 i principis de la dècada del 1990. A partir de la base d'aquesta nova organització, que amb el temps aniria consolidant-se dins de l'EI, neix Endavant l'any 2000.
L'organització de joves Maulets, igualment, es desvincula del PSAN i iniciarà una etapa de creixement i extensió fusionant-se el 1998 amb les Joves Independentistes Revolucionaris i Revolucionàries (JIR). Al tombant de segle apareix també la Coordinadora d'Assemblees de Joves de l'Esquerra Independentista (CAJEI), de l'agrupació de desenes d'assemblees de joves, que havien sorgit des de la segona meitat dels anys 1990.
Paral·lelament els plantejaments de l'Esquerra Independentista assoleixen força a les universitats, amb una nova generació de militants enquadrats en l'Alternativa Estel i la Coordinadora d'Estudiants dels Països Catalans, sorgida de la confluència del Bloc d'Estudiants Independentistes i l'Assemblea d'Estudiants Nacionalistes. Serà destacable també el paper jugat pels casals i ateneus independentistes, que mantenen un teixit a nivell local que anirà creixent amb els anys.
Aquesta nova generació experimentarà un creixement significatiu de militants i, sobretot, establirà una pràctica de treball en moviments socials i protestes populars que configuraran l'esquerra alternativa catalana dels següents anys. Hi destaquen la seva participació en moviments com la lluita contra la precarietat laboral i les Empreses de Treball Temporal (ETT), l'okupació d'immobles buits, les lluites en defensa del territori i l'antifeixisme. Bona part d'aquesta generació es veurà marcada per l'auge de la violència feixista de principis dels anys 1990, amb casos com l'assassinat el 1993 de Guillem Agulló.
Al tombant de segle, doncs, l'Esquerra Independentista disposava de centenars de nous militants, noves organitzacions i una implicació i contacte amb algunes de les principals mobilitzacions i moviments socials catalans, i emprenia el repte de la política institucional en el camp municipal.

### Procés de Vinaròs
El Procés polític de Vinaròs, que es va allargar de l'any 2000 al 2002, pretenia ser el punt de trobada entre els militants de l'Esquerra Independentista dels anys 1980 i els dels principis dels 1990, molts dels quals ja no eren a cap organització política, i la nova fornada de militants. Tot va començar en una reunió a Vinaròs el 2 d'abril de l'any 2000 on van participar un centenar de persones, entre les quals hi havia ex-militants de Terra Lliure i Maulets, d'on va sorgir un manifest que demanava un procés de confluència que portés a la unitat del moviment. La crida de Vinaròs va tenir la resposta desitjada i ràpidament les diferents organitzacions de l'Esquerra Independentista van participar-hi. El Procés de Vinaròs va anar avançant i l'11 de setembre de 2001 va haver-hi un bloc unitari de l'EI en les manifestacions d'aquest dia sota la consigna «Construïm la Unitat Popular», bloc el qual s'ha anat repetint d'ençà d'aquell any.
Això no obstant, el procés es va anar allargant perquè hi havia diferències de ritmes entre els qui creien que hi havia les condicions per crear una organització unitària del moviment i els qui no. Després de l'assemblea de Reus (2002), que va decidir allargar els terminis per a la creació d'aquesta organització unitària que a l'assemblea anterior, la de Manlleu, es plantejava com a imminent, es va arribar a una situació de paràlisi total. L'intent de superar-la mitjançant la Coordinadora de l'Esquerra Independentista va resultar infructuós.
Malgrat no assolir tot els objectius desitjats, es va reafirmar l'autoreconeixement com a àmbit polític diferenciat i l'extensió del nom Esquerra Independentista per denominar-lo, i se'n va derivar el projecte comú de la Candidatura d'Unitat Popular (CUP) i d'Alerta Solidària com a organització antirepressiva de l'EI.

### Candidatura d'Unitat Popular
L'origen de la Candidatura d'unitat Popular (CUP) cal cercar-lo el 14 de desembre de 1986 quan es va constituir l'Assemblea Municipal de l'Esquerra Independentista (AMEI), arran dels contactes que el Moviment de Defensa de la Terra va iniciar amb diversos col·lectius locals per mirar de bastir i coordinar candidatures que concorreguessin a les eleccions municipals de juny del 1987. Va ser l'AMEI qui, a més d'agrupacions d'electors amb diversos noms, va impulsar la fórmula CUP, però no va ser fins al desembre de 1998 quan es va iniciar un procés de rellançament de l'AMEI.
En els anys següents, la CUP va acabar substituint i ocupant l'espai polític de l'AMEI, que desaparegué. Aquest fet va obligar a una primera reestructuració organitzava de la Candidatura d'Unitat Popular, que en aquesta fase encara funcionarà fonamentalment com una coordinadora de col·lectius locals. La participació i implicació de les noves generacions de militants aparegudes als anys 1990 amb la Plataforma per la Unitat d'Acció, Maulets, Endavant (OSAN), les universitats i la xarxa de casals i ateneus independentistes arreu del territori seran claus perquè el projecte de la CUP deixi de ser testimonial i experimenti un creixement sostingut a partir de la dècada del 2000.
La trobada nacional de l'AMEI celebrada el juny de 2002 va explicitar el suport de totes les organitzacions de l’Esquerra Independentista al projecte de les CUP. Tot aquest treball intern i extern culminarà en la creació de noves CUP i en l'entrada el 2003 als consistoris de dues capitals comarcals: Vilafranca del Penedès i Valls.
A les eleccions municipals del maig del 2007 augmentà la seva representació, obtenint representació a quatre noves capitals comarcals: Berga, Mataró, Vilanova i la Geltrú i Vic. Posteriorment, el 2011, la CUP va assolir els millors resultats electorals de la seva història, obtenint 106 regidors i 4 alcaldies. Un any després, a les eleccions al Parlament de Catalunya de 2012 la CUP obtindria representació parlamentària, on l'Esquerra Independentista hi tindria veu per primera vegada en la seva història.
A data de 2019 compta amb 385 electes als municipis i més de 150 assemblees locals i assembles o nuclis de suport, sobretot al Principat de Catalunya. Té l'alcaldia de 15 localitats com Berga, Navàs, Celrà, Viladamat, Vilella Alta, Verges o els Guiamets, entre altres, i participa en el govern local de coalició d'altres 30 localitats, entre elles Sant Cugat del Vallès, Figueres, La Bisbal d'Empordà, Corbera de Llobregat, Sitges, Tàrrega o Vilanova i la Geltrú, entre d'altres.
Al llarg de la seva trajectòria recent, la CUP ha desenvolupat una pràctica inicialment basada en el municipalisme, l'assemblearisme de base, rotació de càrrecs i lideratges i limitació de sous dels mateixos. S'ha caracteritzat també per un intens i ric debat intern entre les diferents tendències i corrents, fruit del seu caràcter assembleari de base i de la diversitat interna.

#### El PSAN se'n desmarca
En el període que va de 1987 a 1991 el PSAN es desmarcà de l'AMEI i finalment el 1991 optà per promoure candidatures municipals sota sigles diferents a la CUP i sota el paraigües de Catalunya Lliure, aconseguint a les eleccions municipals d'aquell any l'alcaldia de Vilamacolum. Posteriorment el PSAN estaria molts anys sense estar lligat a cap organització i actuant com a partit amb les seves sigles, fins que l'octubre de 2010, va acordar donar suport a la candidatura Solidaritat Catalana per la Independència amb l'objectiu de potenciar una candidatura obertament independentista a les eleccions al Parlament de Catalunya.

### Confluències sectorials
Després d'un llarg procés de debat intern s'assolí la unitat orgànica a nivell estudiantil i a nivell juvenil. L'1 de maig de 2006 es fundà el Sindicat d'Estudiants dels Països Catalans (SEPC), fruit de la unió d'Alternativa Estel i la Coordinadora d'Estudiants dels Països Catalans (CEPC). Anys més tard, el 2012, la Coordinadora d'Assemblees de Joves de l'Esquerra Independentista (CAJEI) i Maulets, el jovent independentista revolucionari confluïren en una nova organització juvenil anomenada Arran. Anys després, aquesta confluència patí una escissió de quatre nuclis, anomenada Assemblees de joves per la Unitat Popular (més tard s'unificarien en la Forja), a causa de discrepàncies en la línia i estratègia política a seguir.

### Taula de l'Esquerra Independentista
La Taula de l'Esquerra Independentista, que coordina part del moviment, està formada per Sindicat d'Estudiants dels Països Catalans, Arran, Alerta Solidària, Endavant OSAN, la Coordinadora Obrera Sindical i la Candidatura d'Unitat Popular. És en aquest marc que fa públics els seus posicionaments polítics col·lectius i convoca les mobilitzacions de les diferents diades independentistes dels Països Catalans o jornades com l'1 de maig o el 8 de març.

## Organització

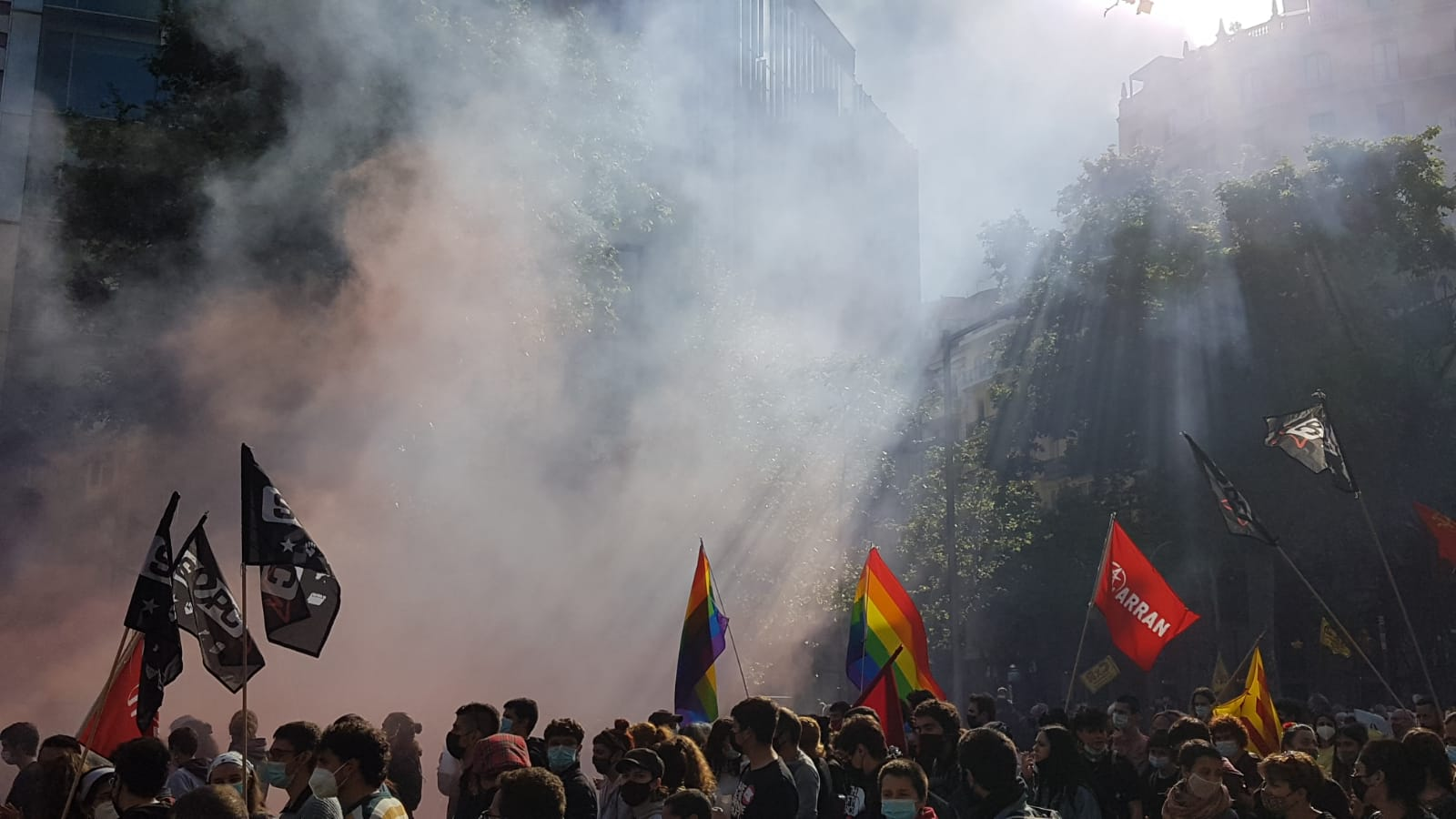
Imatge de la manifestació del Dia del Treballador de l'Equerra Independentista al Passeig de Gràcia de Barcelona

L'Esquerra independentista s'organitza al voltant d'una sèrie d'organitzacions sectorials, entre les quals destaquen les polítiques, referides tant a les organitzacions estratègiques com Endavant (OSAN), Poble Lliure (PL), com institucionals, com és el cas de la Candidatura d'Unitat Popular (CUP).
També hi organització de l'EI al voltant del jovent, com són les organitzacions juvenils Arran, La Forja i el sindicat estudiantil el Sindicat d'Estudiants dels Països Catalans (SEPC). L'organització antirepressiva del moviment és Alerta Solidària. Tot i que la Coordinadora Obrera Sindical (COS) és el sindicat de l'EI, també és proper el sindicat independentista Intersindical-CSC, on hi militen membres del moviment. Finalment, alguns militants estan afiliats a sindicats anarquistes com la Confederació General del Treball.
Al seu voltant també s'hi han creat mitjans digitals propers, com és el cas de L'Accent, Llibertat.cat i Catarsi Magazín.

## Resultats electorals

### Parlament de Catalunya
| Data | Candidatura                               | Vots    | %    | Diputats |
| ---- | ----------------------------------------- | ------- | ---- | -------- |
| 1980 | Bloc d'Esquerra d'Alliberament Nacional   | 14.077  | 0,52 | 0 / 135  |
| 1980 | Nacionalistes d'Esquerra                  | 44.798  | 1,66 | 0 / 135  |
| 1984 | Entesa dels Nacionalistes d'Esquerra      | 35.937  | 1,25 | 0 / 135  |
| 1992 | Catalunya Lliure                          | 5.241   | 0,20 | 0 / 135  |
| 2010 | Solidaritat Catalana per la Independència | 102.921 | 3,29 | 4 / 135  |
| 2012 | Solidaritat Catalana per la Independència | 46.838  | 1,29 | 0 / 135  |
| 2012 | Candidatura d'Unitat Popular              | 126.435 | 3,48 | 3 / 135  |
| 2015 | Candidatura d'Unitat Popular              | 337.794 | 8,21 | 10 / 135 |
| 2017 | Candidatura d'Unitat Popular              | 195.246 | 4,46 | 4 / 135  |
| 2021 | Candidatura d'Unitat Popular-Guanyem      | 189.087 | 6,58 | 9 / 135  |

### Generals espanyoles
| Data           | Candidatura                                 | Catalunya             | Catalunya             | Catalunya             | Catalunya | País Valencià         | País Valencià         | País Valencià         |
| Data           | Candidatura                                 | Congrés dels Diputats | Congrés dels Diputats | Congrés dels Diputats | Senat     | Congrés dels Diputats | Congrés dels Diputats | Congrés dels Diputats |
| Data           | Candidatura                                 | Vots                  | %                     | Diputats              | Senadors  | Vots                  | %                     | Diputats              |
| -------------- | ------------------------------------------- | --------------------- | --------------------- | --------------------- | --------- | --------------------- | --------------------- | --------------------- |
| 1977           | Candidatura d'Unitat Popular pel Socialisme | 12.040                | 0,51                  | 0 / 33                | 1 / 16    |                       |                       |                       |
| 1979           | Bloc d'Esquerra d'Alliberament Nacional     | 46.962                | 1,59                  | 0 / 47                | 0 / 16    | 9.620                 | 0,51                  | 0 / 29                |
| 1982           | Nacionalistes d'Esquerra                    | 30.643                | 0,89                  | 0 / 47                | 0 / 16    |                       |                       |                       |
| 2019, abril    | Front Republicà                             | 113.807               | 2,74                  | 0 / 48                | 0 / 16    |                       |                       |                       |
| 2019, novembre | Candidatura d'Unitat Popular                | 246.971               | 6,42                  | 2 / 48                |           |                       |                       |                       |
| 2023           | Candidatura d'Unitat Popular                | 98.794                | 2,83                  | 0 / 48                |           | [ n. 6 ]              |                       |                       |

### Parlament Europeu
| Data | Candidatura                  | Espanya | Espanya | Espanya  | Catalunya | Catalunya | País Valencià | País Valencià | Illes | Illes |
| Data | Candidatura                  | Vots    | %       | Diputats | Vots      | %         | Vots          | %             | Vots  | %     |
| ---- | ---------------------------- | ------- | ------- | -------- | --------- | --------- | ------------- | ------------- | ----- | ----- |
| 1987 | Herri Batasuna               | 360.952 | 1,87    | 1 / 60   | 39.692    | 1,31      | 12.247        | 0,61          | 1.471 | 0,44  |
| 1989 | Herri Batasuna               | 269.094 | 1,72    | 1 / 60   | 15.427    | 0,66      | 5.566         | 0,33          | 869   | 0,37  |
| 1989 | Catalunya Lliure             | 19.774  | 0,12    | 0 / 60   | 16.885    | 0,71      | 2.223         | 0,13          | 666   | 0,28  |
| 2004 | Candidatura d'Unitat Popular | 8.180   | 0,05    | 0 / 54   | 6.185     | 0,29      | 697           | 0,04          | 103   | 0,04  |
| 2009 | Iniciativa Internacionalista | 178.121 | 1,12    | 0 / 54   | 16.792    | 0,85      | 3.607         | 0,19          | 1.561 | 0,61  |